# Березовка (Вешкаймський район)
Березовка (рос. Березовка) — село в Вешкаймському районі Ульяновської області Російської Федерації.
Населення становить 272 особи. Входить до складу муніципального утворення Чуфаровське міське поселення.

## Історія
Від 2004 року входить до складу муніципального утворення Чуфаровське міське поселення.

## Населення
| 2010 |
| ---- |
| 272  |